# Puente Yanango
El puente Yanango fue el cruce en el río y quebrada homónimos, en el límite de la provincia de Tarma con la provincia de Chanchamayo, en Perú. Construido a finales de la década de 1990 y derribado por el huayco a principios de 2000, fue reconstruido, pero aún el huayco se lo terminaba arrastrando, por lo que el estado procedió a hacer un túnel para evitar atajos vehiculares y accidentes en temporadas de invierno. Después de más de diez años se hizo el túnel Yanango por debajo del río y dio solución al transporte de este al oeste y viceversa.

## Historia
Fue un puente caracol construido a finales del siglo XX y arrastrado por el huaico a inicios de 2000 y a raíz de que fue derribado una y otra vez por más que se sustituyera por otro puente se hizo el túnel Yanango del mismo nombre con 1025 m inaugurado en 2017. La quebrada de Yanango se ubica a 4500 m s. n. m.

## Galería
|  |  |